# Ernst Bechert
Ernst Bechert (* 10. März 1958 in Würzburg) ist ein deutscher Komponist.

## Leben
Ernst Bechert ist Sohn der Musiklehrerin Eva Bechert, geborene Büttner, und des 1931 in München geborenen evangelischen Sprachwissenschaftlers Johannes Bechert (* 1931) und Enkel des Physikers und SPD-Politikers Karl Bechert. Er wuchs zunächst in München, dann in Bremen auf. In Hamburg studierte er Schulmusik, Mathematik und Komposition (bei Ulrich Leyendecker). Zu seinen weiteren Lehrern zählen u. a. György Ligeti und Diether de la Motte.
Nach seinem Diplom (1984) folgte ein Studienaufenthalt in Italien bei Luciano Berio.
Während des Studiums spielte er als Posaunist und Pianist in verschiedenen Hamburger Bands, u. a. bei „Fritz Brummer“, „Tuten & Blasen“, „Verein für musikalische Privataufführungen“ und gründete zusammen mit dem Komponisten Christoph Coburger das „Ensemble für Städtebewohner“.
Er komponierte einige Filmmusiken (u. a. für die Regisseure Helmut Herbst, Helke Sanders und Hannes Heer, zusammen mit dem Hamburger Musiker und Dokumentarfilmer Theo Janßen), vor allem aber zahlreiche Bühnenmusiken für Theater im gesamten deutschsprachigen Raum und in den Niederlanden. Unter anderem arbeitete er mit den Regisseuren Barbara Bilabel, Ruth Berghaus, Barbara Neureiter, Kay Neumann, Michael Helmerhorst, Karina Holla, David Mouchtar-Samorai und Heiner Goebbels zusammen.
Er erhielt zahlreiche Kompositionsaufträge für Konzertmusik, u. a. vom RSO Berlin (Deutsches Symphonie-Orchester Berlin), dem Scharoun-Ensemble (zur Eröffnung des Kammermusiksaals in Berlin), Radio Bremen, dem Kulturzentrum Kampnagel, dem A•DEvantgarde-Festival usw. Er arbeitete mit namhaften Dirigenten wie Riccardo Chailly und Arturo Tamayo zusammen.
Daneben steht die Unterrichtstätigkeit: bis 2006 lehrte er an der Musikhochschule Mannheim Komposition. Zu seinen Schülern zählen die Jazzmusikerin Sibylle Pomorin, die Komponisten Friedrich Heinrich Kern, Evgeni Orkin und Martin Wistinghausen, und sogar der Hip-Hop-Musiker Jan Delay (eigentlich Jan Eißfeldt, Sohn von Theo Janßen, siehe oben; er erhielt bei Bechert in den 80er Jahren Klavierunterricht).
Bechert lebt als freischaffender Komponist in Hamburg, er ist verheiratet mit der Schauspielerin Cornelia Kempers.
Bechert ist Gründungsmitglied des seit 2008 bestehenden Ensembles Komponistenverschwörung.
Seit 2015 ist er im Leitungsteam des "klub katarakt - Festival für experimentelle Musik" in der Kampnagel Kulturfabrik Hamburg.

## Auszeichnungen
- 1982 Bremer Förderpreis
- 1984 Projektförderpreis des RSO Berlin
- 1985 Wettbewerb Tage der Neuen Musik Würzburg
- 1985 Orchesterkompositionswettbewerb der GEMA-Stiftung
- 1985 Tribune Internationale des Compositeurs Paris (Sparte junge Komponisten)
- 1986 Kunstpreis Cloppenburg
- 1993 Villa Massimo Stipendium Rom
- 2007 Auszeichnung des Netzwerk Junge Ohren für „Das Neue Wunderhorn“

## Werke (Auswahl)
- Adagio für Violoncello und Klavier (1983) / UA: R.D.Jerzewski, S.Seebaß, Bremen 1983
- …deutlicher für Orchester (1984) / UA: RSO Berlin / Arthur Fagen
- Vier Stücke für Orchester (1985) / UA: RSO Berlin / Riccardo Chailly
- Arthur Ackermann. Ein Politikerschicksal. (1986) (Oper für Schauspieler) / UA: Kampnagel Hamburg, mus. Leitung: Ernst Bechert
- Sechs Lieder für Städtebewohner für Sopran und Kammerensemble nach Gedichten von Bertolt Brecht (1986) / UA: Deborah Cook / Ensemble ad libitum, Bremen
- Schattenlinien für acht Instrumente (1987) / UA: Scharoun-Ensemble, Berlin
- Trio für Klarinette, Marimba und Violoncello (1988) / UA: Ensemble L'art pour l'art, Hamburg
- Frost für Kontrabass solo (1989) / UA: Christian Stach, Köln
- Konzert für Violoncello und Orchester (1988/92) / UA der Neufassung: Dominique de Williencourt / Orchestre de Radio France / Arturo Tamayo, Paris 1992
- Schreber. Eine Kammeroper (1991) (Libretto von Lukas B. Suter; Auftrag der Kampnagel Kulturfabrik Hamburg)
- Vuile Zielen („Schmutzige Seelen“) (1993) (Musik für ein Tanztheater nach Stanislaw Witkiewicz) / UA: Karina Holla Ensemble, Amsterdam
- Bleckend Weiss. Musiktheater für 8 Damen und ein Streichquartett. (1994) / UA: Kampnagel, Hamburg
- Denkzwang für Männerstimme und zwei Schlagzeuger nach Texten von Daniel Paul Schreber (1994) / UA: Alberto Jona / Tanit Ensemble, Rom
- Amadinda, Blindenschrift, Unrund (1995) (Drei Klavierstücke) / UA: Steffen Schleiermacher
- Der Schmutz - 100 easy pieces (1996) (Musiktheater nach Texten von Christian Enzensberger und anderen) / UA: Micro Oper München / Ernst Bechert, Münchener Biennale 1996
- Szene mit großem Vogel für Bassklarinette und Klavier (1998) / UA: Volker Hemken, Yuka Kobayashi, Eifeler Musiktage 1998
- Trio Nr.2 für Violine, Cello und Klavier (1999) / UA: Roman Nodel, M. Flaksman, H. Dan-Kumagai
- Operette nach Witold Gombrowicz. Musiktheater für Schauspieler (2000) / UA: Ensemble der HdK Berlin, Regie: Barbara Bilabel
- Vijfduizend Vingers. Musiktheater für Kinder (2001) (Text von Henri Overduin und Niek Barendsen) / UA: Vis-a-Vis / Het Ro-Theater, Schouwburg Rotterdam
- Sifr für Bassklarinette und Elektronik (Zuspielung) (2003) / UA: Volker Hemken, Mannheim
- Lesson #12 für Midi-Keyboard und Elektronik (2005) / UA: Ernst Bechert, Heidelberg
- Erased memory für Frauenstimme und Elektronik (Zuspielung) (2006) / UA: Cornelia Melián, München
- Die Finalistinnen. Eine musiktheatralische Szene (2007) / UA: Micro-Oper München
- 100 Wunderhörner für sehr viele Laien-Bläser (2007)
- Von wo anders für Chor und Orchester (2007)
- Finale für Orchester (2007) (Teile des Projekts „Das Neue Wunderhorn“ des Heidelberger Theaters) / UA: diverse Blasorchester aus dem Raum Heidelberg, Chor und Orchester des Theaters Heidelberg / Cornelius Meister
- Nachtblinde Machenschaften für Baßstimme und Zuspielung (2008) / UA: Martin Wistinghausen, Heidelberg
- Wie herein, so heraus. Kinderoper (2009) (Teil der Kinderoper „Schön, schöner, Schneewittchen“, Text von Andrea Heuser) / UA: Theater Osnabrück, mus. Leitung Marius Stieghorst
- Strom für Posaune und Elektronik (2009) / UA: Ernst Bechert, Augsburg
- Man kann nie wissen. Musiktheater über die Angst (2011) / UA: Micro-Oper München
- DroodGame. Kriminaloper nach Dickens, Text von Sebastian Ripprich (2012) / UA: Gerhart-Hauptmann-Theater Görlitz, Regie: Klaus Arauner, mus. Leitung: Ulrich Kern
- Jetzt das Paradies. Eine Reha-Oper (2013) / UA: Micro-Oper München
- No Show. Musiktheater (2014) / UA: Cornelia Kempers, Ernst Bechert, Theo Janßen, Hamburg
- Schlechter Einfluss für Ensemble (2014) / UA: Komponistenverschwörung, Hamburg
- Unterkritische Masse für Orgel und Ensemble (2015) / UA: Komponistenverschwörung, Hamburg

## Verlage
- Sikorski (Drei Klavierstücke, Cellokonzert)
- Boosey &Hawkes („Adagio“, „Frost“, „Trio“, „Schattenlinien“)
- C.F.Peters („…deutlicher“, „Vier Stücke für Orchester“)
- Friedrich Hofmeister ("Szene mit großem Vogel", "sifr", "sifr II")